# Porto da Cruz

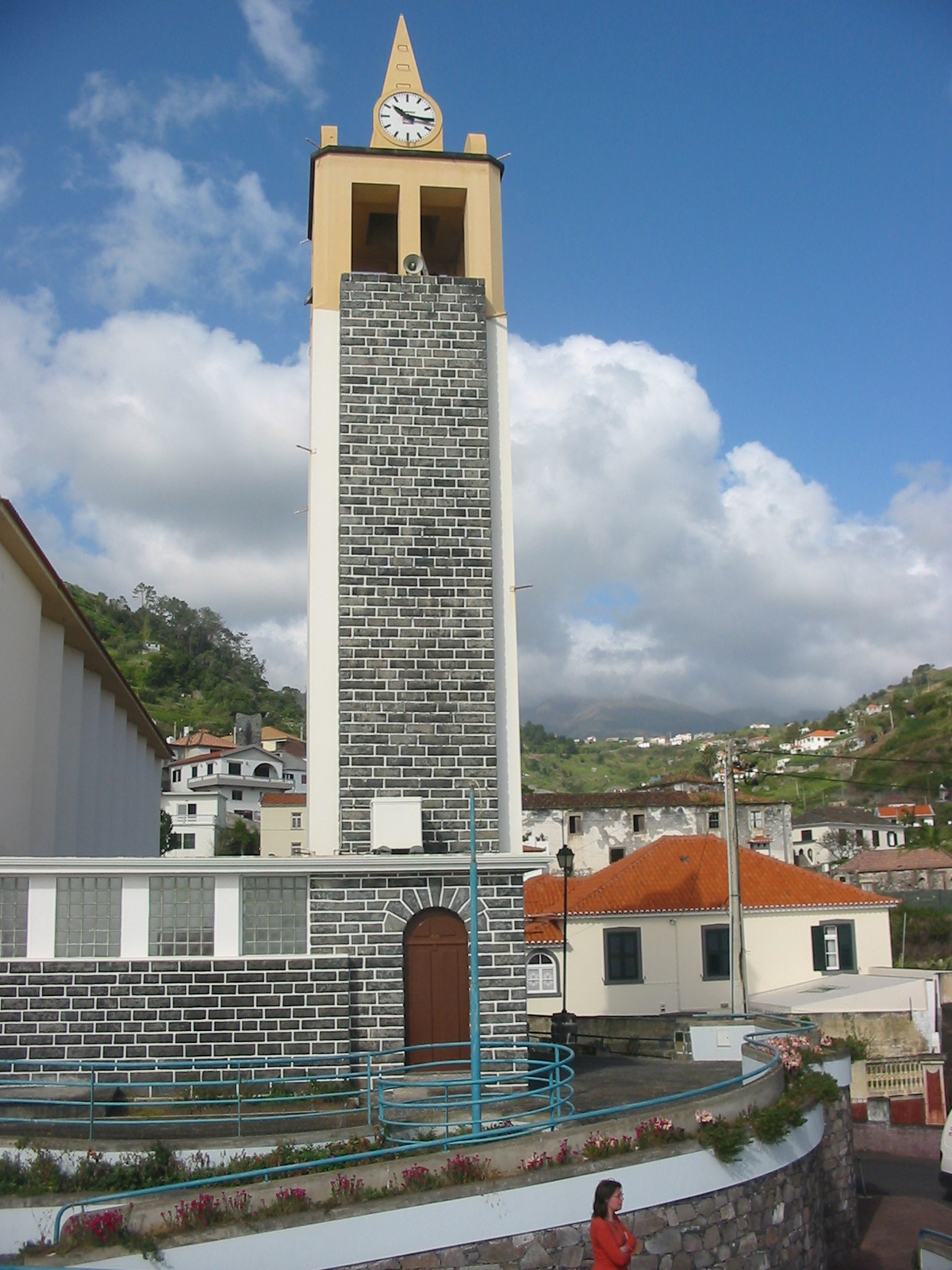
Iglesia de Porto da Cruz.

Porto da Cruz es una freguesia del municipio de Machico, con 23,13 km² de superficie y 2793 habitantes. Tiene 244 m de altura en la zona. Fue elevada a vila el 2 de agosto de 1996. Tiene montañas al Sur y el océano Atlántico al Norte.

## Ciudades, villas yfreguesiaspróximas
- Machico
- San Roque do Faial
- Santo Antonio da Serra
- Santana

- Datos: Q932115
- Multimedia: Porto da Cruz / Q932115
- Guía turística: Porto da Cruz

1. ↑  Worldpostalcodes.org,código postal n.º 9225-050.